# Marek Rapacki
Marek Adam Rapacki (ur. 18 sierpnia 1938 w Warszawie, zm. 1 lipca 2022 tamże) – polski dziennikarz prasowy, filolog polski, działacz opozycji demokratycznej w okresie PRL.

## Życiorys
W 1961 ukończył studia polonistyczne na Uniwersytecie Warszawskim. Do 1967 pracował w redakcji Wielkiej encyklopedii powszechnej PWN. Od 1954 do 1956 należał do Związku Młodzieży Polskiej. W 1968 był zaangażowany w akcje ulotkowe przeciwko interwencji wojsk Układu Warszawskiego w Czechosłowacji. Został członkiem Stowarzyszenia Dziennikarzy Polskich, do 1981 był dziennikarzem „Kuriera Polskiego”.
W 1980 wstąpił do „Solidarności”. Publikował w prasie niezależnej, został wiceprzewodniczącym sekcji dziennikarzy prasowych związku. W listopadzie i grudniu 1981 był głównym współpracownikiem Jerzego Zieleńskiego przy redakcji pierwszego legalnego numeru „Tygodnika Mazowsze”. Wydanie pisma uniemożliwiło wprowadzenie stanu wojennego. Marek Rapacki działał następnie w podziemiu, był związany z drugim obiegiem (głównie z podziemnym wydawnictwem CDN). Od 1982 do 1988 pełnił funkcję redaktora naczelnego opozycyjnego pisma „CDN – Głos Wolnego Robotnika”. Pisywał też w periodyku „BMW” i studenckim „Nowym Spojrzeniu”.
Do 1989 pracował w spółdzielni dziennikarskiej. Od początku był związany z zespołem redakcyjnym powstałej w 1989 „Gazety Wyborczej”, przez sześć lat pełnił funkcję jej korespondenta w Paryżu.
Został pochowany na cmentarzu Wojskowym na Powązkach.

## Odznaczenia
W 2011 prezydent Bronisław Komorowski odznaczył go Krzyżem Kawalerskim Orderu Odrodzenia Polski.